# Love Again (песня Дуа Липы)
«Love Again» — песня, записанная британской певицей Дуа Липой. Была выпущена 11 марта 2021 года на радио во Франции в качестве шестого сингла второго студийного альбома Future Nostalgia.
«Love Again» сэмплирует песню 1932 года «My Woman» (1932) Эла Боулли и поэтому Бинг Кросби, Макс Уортелл и Ирвинг Уоллман также считаются авторами. Песня представляет собой дэнс-поп, диско и электро-песню с классическим звучанием и элементами ню-диско 21-го века. В лирическом плане она исследует темы разбитого сердца и личного роста, когда Липа снова влюбляется после тяжелого разрыва. 31 мая она анонсировала видеоклип на эту песню в социальных сетях. Клип, снятый Набилем Эльдеркином, был выпущен 4 июня.

## Музыкальный стиль
«Love Again» это данс-поп, диско и электро-песня с классическим звучанием.
Трек сэмплирует старую песню «My Woman» (1932) Эла Боулли с Лью Стоуном и его оркестром Monseigneur Band. Эти элементы присутствуют во вступлении и переплетаются на протяжении всей песни. Этот семпл включает струнные, валторну и трубу, последняя из которых стала популярной благодаря семплу из песни «Your Woman» (1997) группы White Town 1997 года.Звуки акустической гитары включены в эхо бриджа перед повторяющимся хуком и глухим дропом.

## Музыкальное видео
Премьера официального лирик-видео состоялась 4 июня февраля 2021 года на канале YouTube.

## Участники записи
По данным из буклета альбома Future Nostalgia: The Moonlight Edition.
- Dua Lipa — вокал
- Koz — продюсер, бас, ударные, гитара, синтезатор
- Stuart Price — дополнительное продюсирование, бас, клавишные
- Clarence Coffee Jr. — бэк-вокал
- Alma Goodman — бэк-вокал
- Vanessa Luciano — бэк-вокал
- Drew Jurecka — звукоинженер по струнным, скрипка, альт
- Ash Soan — ударные (Tom Toms drums)
- Matt Snell — звукоинженер
- Lorna Blackwood — программинг, продюсер по вокалу
- Cameron Gower Poole — звукоинженер
- Matty Green — микширование
- Chris Gehringer — мастеринг
- Will Quinnell — ассистент по мастерингу

## Чарты
| Чарт (2020—2022)                       | Высшая позиция |
| -------------------------------------- | -------------- |
| Австралия (Radiomonitor)               | 60             |
| Австрия (Ö3 Austria Top 40)            | 50             |
| Бельгия/Фландрия (Ultratop 50)         | 5              |
| Бельгия/Валлония (Ultratop 50)         | 2              |
| Канада (Billboard Canadian Hot 100)    | 11             |
| Канада (Billboard AC)                  | 10             |
| Канада (Billboard CHR/Top 40)          | 3              |
| Канада (Billboard Hot AC)              | 3              |
| СНГ (TopHit)                           | 23             |
| Франция (SNEP)                         | 49             |
| Чехия (Rádio — Top 100)                | 1              |
| Чехия (Singles Digitál Top 100)        | 92             |
| Франция (SNEP)                         | 41             |
| Германия (GfK)                         | 44             |
| Мир (Billboard Global 200)             | 59             |
| Венгрия (Dance Top 40)                 | 8              |
| Венгрия (Rádiós Top 40)                | 2              |
| Венгрия (Single Top 40)                | 8              |
| Ирландия (IRMA)                        | 36             |
| Италия (FIMI)                          | 61             |
| Литва (AGATA)                          | 38             |
| Нидерланды (Dutch Top 40)              | 3              |
| Нидерланды (Single Top 100)            | 21             |
| Новая Зеландия (Recorded Music NZ)     | 3              |
| Польша (Polish Airplay Top 100)        | 2              |
| Португалия (AFP)                       | 92             |
| Румыния (Airplay 100)                  | 24             |
| Россия (TopHit)                        | 71             |
| Словакия (Rádio — Top 100)             | 7              |
| Словакия (Singles Digitál Top 100)     | 47             |
| Испания (PROMUSICAE)                   | 90             |
| Швейцария (Schweizer Hitparade)        | 43             |
| Великобритания (OCC UK Singles)        | 51             |
| Украина (TopHit)                       | 5              |
| США (Billboard Hot 100)                | 41             |
| США (Billboard Adult Contemporary)     | 16             |
| США (Billboard Adult Pop Airplay)      | 9              |
| США (Billboard Dance/Mix Show Airplay) | 12             |
| США (Billboard Pop Airplay)            | 11             |

## Сертификации
| Регион                                                                      | Сертификация | Продажи |
| --------------------------------------------------------------------------- | ------------ | ------- |
| Италия (FIMI)                                                               | Платиновый   | 70 000  |
| Польша (ZPAV)                                                               | Платиновый   | 50 000  |
| Великобритания (BPI)                                                        | Серебряный   | 200 000 |
| Данные о продажах + прослушиваниях приведены только на основе сертификации. |              |         |

## История выпуска
| Регион    | Дата             | Форматы                    | Версия                 | Лейбл  | Ссылка |
| --------- | ---------------- | -------------------------- | ---------------------- | ------ | ------ |
| Мир       | 11 сентября 2020 | Цифровые загрузки стриминг | Horse Meat Disco remix | Warner | [ 59 ] |
| Франция   | 11 марта 2021    | Contemporary hit radio     | Radio edit             | Warner | [ 1 ]  |
| Мир       | 4 июня 2021      | Digital download streaming | Original               | Warner | [ 60 ] |
| Австралия | 6 июня 2021      | Contemporary hit radio     | Radio edit             | Warner | [ 61 ] |
| Италия    | 11 июня 2021     | Contemporary hit radio     | Original               | Warner | [ 62 ] |